# Geschichte Grenadas

Flagge Grenadas

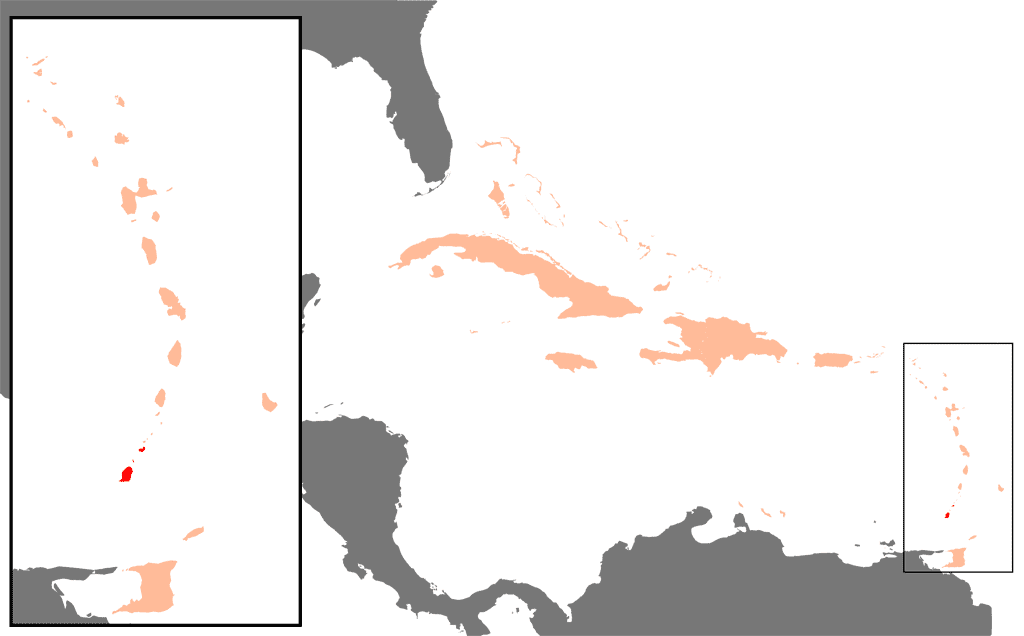
Lage Grenadas in der Karibik

Die Geschichte Grenadas umfasst die Entwicklungen auf dem Gebiet des Staates Grenada von der Urgeschichte bis zur Gegenwart. Der Karibikstaat Grenada ist seit 1974 unabhängig. Nahezu spurlos ausgelöscht worden sind die indianischen Kulturen, die es vor der europäischen Eroberung auf Grenada gegeben hat. Auf eine Phase französischer Kolonialherrschaft von Mitte des 17. Jahrhunderts bis Ende des 18. Jahrhunderts folgte eine britische Kolonialherrschaft bis 1958. Von 1958 bis 1962 war die Insel Teil der Westindischen Föderation, bis 1974 hatte sie halbkolonialen Status.

## Urbevölkerung
Grenada war von den Arawak besiedelt, die später von den Kariben, vom südamerikanischen Festland kommend, dominiert wurden. Im 17. Jahrhundert wurden die verbliebenen Kariben und Arawaken von französischen Kolonialbeamten ausgerottet, ein Genozid wie auf allen karibischen Inseln zur frühen Kolonialzeit.

## Europäische Konkurrenz um Grenada und Ausrottung der Einheimischen

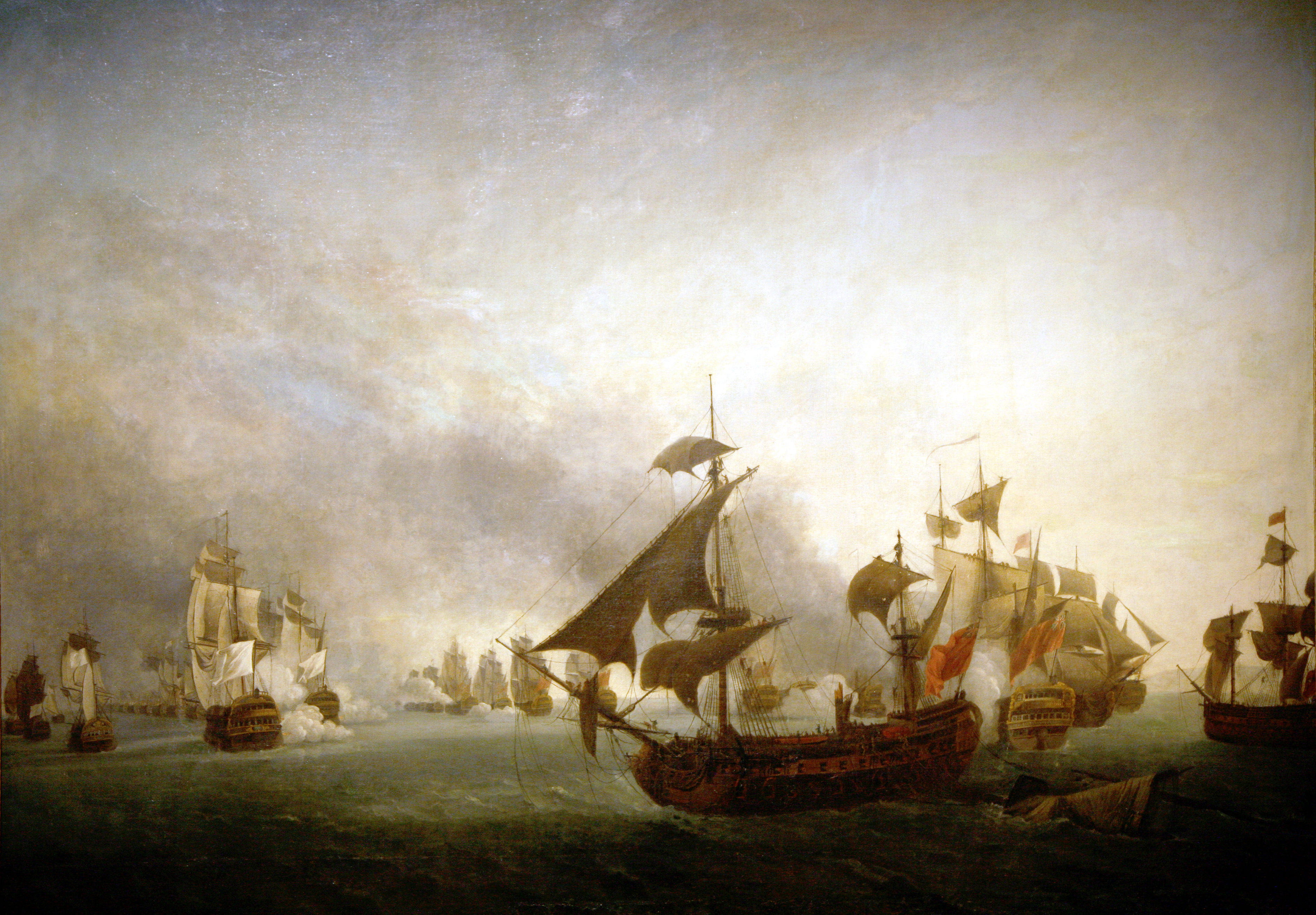
Die Seeschlacht von Grenada, 6. Juli 1779

Als erster Europäer erreichte 1498 Kolumbus Grenada, er nannte die Insel „Concepción“. Der Ursprung des Namens „Grenada“ ist unbekannt; es wird angenommen, dass die Insel von spanischen Seefahrern nach der Stadt Granada benannt wurde. Die Spanier errichteten auf der Insel der Kariben jedoch keinen Stützpunkt.
Später versuchten die Engländer vergeblich, auf der Insel Fuß zu fassen, mussten sich aber 1609 zurückziehen. 1650 kaufte eine französische Gesellschaft, die von Kardinal Richelieu gegründet worden war, Grenada von den Engländern und gründete eine erste europäische Niederlassung. Nach etlichen gewaltsamen Auseinandersetzungen mit den Kariben holten die Franzosen Verstärkung von ihrer benachbarten Kolonie Martinique und besiegten die einheimischen Kariben. Die karibische Bevölkerung wurde vollständig ausgerottet. Die Franzosen nannten die neue Kolonie „La Grenade“ (später von den Briten zu „Grenada“ umgewandelt) und gründeten 1650 die Haupt- und Hafenstadt „Fort Royal“, das spätere St. George’s, die sich bald zum wichtigsten französischen Flottenstützpunkt in der Karibik entwickelte. Die Insel blieb bis zu ihrer Eroberung durch die Briten im Siebenjährigen Krieg 1762 unter französischer Kontrolle. Hier wurden Verbannte angesiedelt, Verbrecher, aber auch Angehörige nichtkatholischer Religionen. Sie bauten auf kleinen Höfen Indigo, Baumwolle und Tabak an.
Die Insel hatte für die europäischen Kolonialherren – neben dem geschützten Naturhafen von St. George’s – wie die übrigen Antilleninseln Bedeutung vor allem für den Anbau von Zuckerrohr. Dafür wurden Afrikaner als Sklaven auf die Insel verschleppt. 1753 lebten ca. 12.000 Sklaven auf der Insel. 1794 lebten auf der Insel 24.000 schwarze Sklaven. In den 1780er Jahren war ein Drittel von ihnen Frauen, in den 1810er Jahren machten Frauen die Hälfte der Sklaven aus. Die Sklaven lebten unter dem Code Noir und wurden katholisch getauft.
Grenada wurde im Pariser Frieden 1763 an das Königreich Großbritannien abgetreten, die Franzosen gaben aber ihren Besitz nicht verloren. Während des Amerikanischen Unabhängigkeitskrieges wurde die Insel 1779 von den Franzosen zurückerobert, jedoch im Frieden von Paris (1783) an Großbritannien übergeben. Die Briten benannten zahlreiche Städte und Gemeinden um, so Basseterre als St. George’s, und Fort Royale als Fort George. Die Sprache der Einheimischen blieb jedoch weiter ein Patois, das auf Französisch beruhte, und die Mehrzahl der Bewohner waren Katholiken. Diese waren von allen öffentlichen Ämtern ausgeschlossen.
Die Plantagen waren wegen der bergigen Topografie der Insel kleiner als anderswo in der Karibik und der Boden war bald erschöpft. Verschiedene Naturkatastrophen machten den Zuckeranbau hier auch weniger profitabel als anderswo. Kaffee und Kakao verdrängten den Zuckerrohranbau teilweise. Eine Entwicklung weg vom Plantagenanbau begünstigte auf Grenada die Entstehung einer Klasse freier, landbesitzender Bauern. Aus ihrer Reihen kamen die Anführer von Fédon’s Rebellion 1795/1796.
Am 1. März 1795 brach ein Aufstand unter dem Mulatten Julien Fédon, Eigentümer der Plantage Belvidere in St. John aus. Er nahm Gouyave und Grenville ein und konnte den britischen Gouverneur Ninian Home mitsamt seinem Gefolge gefangen nehmen. Viele Sklaven schlossen sich dem Aufstand an und brannten Plantagen und Zuckerraffinerien nieder. Außer St. George kontrollierte Fédon bald die gesamte Insel. Er ließ Home und 47 Männer aus seinem Gefolge hinrichten, als man sein Ultimatum ignorierte. Fédon erhielt Nachschub von den Franzosen, während die britischen Truppen durch eine Epidemie dezimiert wurden. Aber Truppen unter Ralph Abercromby schlugen den Aufstand 1796 nieder. Julien Fédon ertrank angeblich, als er versuchte, nach Trinidad zu entkommen. 38 französische Anführer des Aufstands wurden ohne Gerichtsverfahren hingerichtet, die anderen Gefangenen nach Honduras deportiert. Die meisten ansässigen Franzosen sowie ein Viertel der schwarzen Sklaven wurden so entweder getötet oder deportiert. Damit gehörte Grenada endgültig zum Britischen Weltreich.

## Britisches Grenada

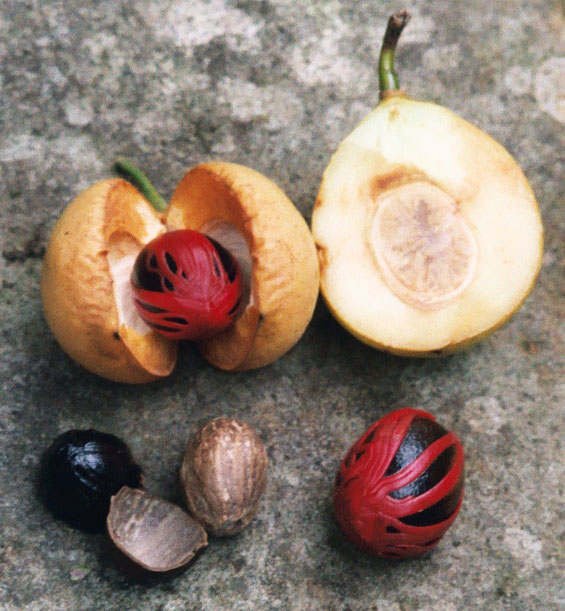
Muskatnuss mit innerer Schale, Macis und Frucht

1833 schaffte das britische Parlament zum 1. August 1834 die Sklaverei im gesamten britischen Kolonialreich (und damit auch auf Grenada) ab. Die Eigentümer wurden großzügig entschädigt; so wurde der britischen Familie Trevelyan, die auf der Insel über 1000 Sklaven besessen hatte, eine Entschädigung von 34.000 £ zugesprochen. Die ehemaligen Sklaven blieben landlos. Nach der Sklavenbefreiung wurden Sklaven von aufgebrachten französischen und spanischen Schiffen sowie Vertragsarbeiter aus Malta, Madeira und Indien als Arbeitskräfte importiert.
Grenada wurde ab 1833 als Teil der British Windward Islands verwaltet. 1782 war auf Anraten von Sir Joseph Banks, einem bedeutenden Botaniker und Ratgeber König Georges III., der Muskatnussbaum auf Grenada eingeführt worden. 1843 pflanzte Frank Gurney die ersten Muskatnussbäume auf Belvidere, der Plantage, die einst Julien Fédon gehört hatte. Da in den 1850er Jahren die asiatischen Muskat-Plantagen unter einer Krankheit litten, konnte sich Grenada als Muskatlieferant etablieren. Die Insel erwies sich als ideal für den Anbau dieser Pflanze.
Die Insel erhielt 1877 den Status einer Kronkolonie. Am 1. Februar 1881 trat die Kolonie dem Weltpostverein bei. Das Frauenwahlrecht wurde 1951 eingeführt.

## Unabhängiges Grenada

### Die Übergangsphase

Flagge der Westindischen Föderation

Von 1958 bis 1962 war die Insel ein Teil der Westindischen Föderation. Nachdem diese Föderation aufgrund interner Unstimmigkeiten gescheitert war, bildeten das Vereinigte Königreich und die Inseln Grenada, St. Vincent, Dominica, Antigua, St. Kitts und Nevis, Anguilla, und St. Lucia eine neue Form von Kooperation, als „Assoziiertes Staatsgebilde“. 1967 erhielt Grenada volle Autonomie über seine inneren Angelegenheiten, am 7. Februar 1974 schließlich wurde Grenada unter Premierminister Eric Gairy unabhängig. Keineswegs alle Bürger waren damit einverstanden, da die politische Unabhängigkeit nichts an der wirtschaftlichen Abhängigkeit änderte. Man sei nun lediglich „free to beg anywhere“ (frei, überall zu betteln). Gairys Kritikern erschien sein Drängen auf Unabhängigkeit „als ein grotesker Alleingang ihres Premiers“, um von innenpolitischen und wirtschaftlichen Problemen abzulenken.

### Menschenrechtsverletzungen unter dem Regime Eric Gairys
Gairy hatte 1950 die Grenada Manual and Mental Workers Union gegründet, eine Gewerkschaft, die z. B. Interessen der Plantagenarbeiter gegenüber der Pflanzeraristokratie Grenadas vertrat. Seine unorthodoxen und spektakulären Methoden im Kampf für die einfachen Leute machten ihn zu einem Volkshelden. Später erwuchs aus der Gewerkschaft die Grenada United Labour Party. Als Premierminister wandelte Gairy sich zum Diktator, der sich auch nicht scheute, Waffenlieferungen vom chilenischen Militärdiktator Augusto Pinochet zu beziehen, als ihm ansonsten jede Unterstützung von außen verweigert wurde. Seinen Glauben an eine Bedrohung der Menschheit durch Außerirdische und UFOs trug er bis in die Vereinten Nationen. Es kam zu erheblichen Verletzungen der Menschenrechte unter seinem Regime.

### Putsch und sozialistische Regierung unter Maurice Bishop

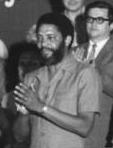
Maurice Bishop

Gairys Regierung wurde 1979 in einer unblutigen Revolution von der marxistischen Bewegung New Jewel Movement (NJM) unter Maurice Bishop abgesetzt. Bishop wollte für Grenada Blockfreiheit und gute Beziehungen zu den USA ebenso wie zur Sowjetunion und zu Kuba. Soziale Reformen machten ihn bei der Bevölkerung beliebt, obwohl auch unter seinem Regime keine freien Wahlen abgehalten wurden und sämtliche Parteien außer der NJM verboten waren. Unter seiner Regierung begann ein Konsortium unter Führung einer britischen Firma mit dem Bau des Flughafens Point Salines. Dieser sollte den Tourismus beleben.

### Erneuter Putsch
Nach internen Führungsstreitigkeiten wurde Bishop am 14. Oktober 1983 in einem Staatsstreich von innerparteilichen Konkurrenten um seinen Vize-Premierminister Bernard Coard und General Hudson Austin, den Kommandeur der Streitkräfte, durch Einheiten des Military Revolutionary Council (MRC) abgesetzt und unter Hausarrest gestellt. Es kam zu Solidaritätsbekundungen der Bevölkerung mit Bishop. Am 19. Oktober 1983 befreiten die Demonstranten Bishop aus seinem Hausarrest. Er begab sich ins militärische Hauptquartier nach Fort Rupert, dem heutigen Fort George, wo es zu einer Schießerei zwischen Zivilisten und Soldaten kam. Bishop, drei seiner Kabinettsmitglieder, drei Geschäftsleute und ein Gewerkschafter wurden auf Befehl ihrer Rivalen im New Jewel Movement exekutiert. Die Regierung unter Bishop war im Volk beliebt gewesen; die Gewalt des Umsturzes löste in der Bevölkerung hingegen Angst und Ablehnung aus.

### US-Invasion 1983

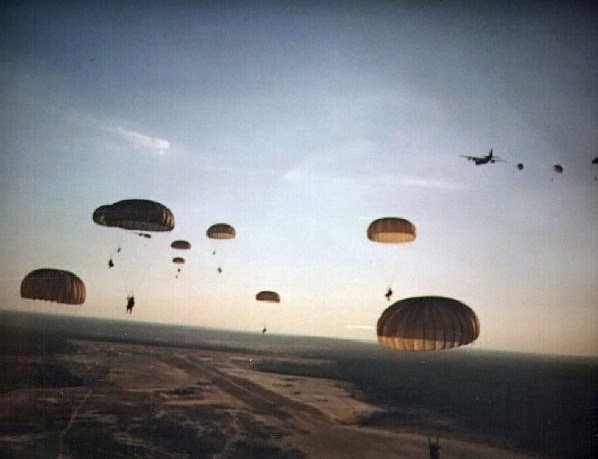
US-Fallschirmspringer über Grenada 1983

Nach dem Staatsstreich gegen Bishop baten der Generalgouverneur von Grenada Paul Scoon – als Vertreter von Königin Elizabeth II. die Funktion des Staatsoberhauptes von Grenada ausführend – und die Organisation Ostkaribischer Staaten die USA um eine Intervention. Scoon stellte sich damit als Vertreter der britischen Krone gegen die britische Regierung unter Margaret Thatcher, welche eine Intervention ablehnte.
Am 25. Oktober 1983 starteten die USA unter Berufung auf die Bitte Scoons mit der Organisation Ostkaribischer Staaten eine Invasion (Operation Urgent Fury), in deren Folge die Regierung der NJM gestürzt wurde. Die völkerrechtliche Legitimität der Intervention war stark umstritten; der Einsatz wurde unter anderem von den US-Verbündeten Großbritannien und Kanada sowie von der UN-Vollversammlung kritisiert. Die Operation wurde zunächst auch damit begründet, die Sicherheit US-amerikanischer Staatsbürger auf Grenada zu garantieren, wahrscheinlicher ist, dass die US-Regierung unter Ronald Reagan eine starke Anlehnung von Grenada an Kuba und Nicaragua befürchtete.

### Demokratische Entwicklung seither
Nachdem einige Anhänger Coards festgenommen und später zu langjährigen Haftstrafen verurteilt worden waren, erfolgten 1984 Wahlen. Die New National Party (NNP) unter der Führung von Herbert Blaize gewann dabei 14 von 15 Sitzen. 1986–87 spalteten sich 5 Parlamentsmitglieder der NNP von ihrer Partei ab und gründeten den National Democratic Congress (NDC). 1989 brach auch Premierminister Blaize mit seiner Partei und gründete die National Party (TNP). Aus den Wahlen 1990 ging die NDC als stärkste Partei hervor und Nicholas Brathwaite wurde Premierminister. 1995 ging die Regierungsmacht an die NNP unter Keith Mitchell über. Ab 2008 regierte die NDC mit Tillman Thomas als Premierminister, nach der Wahlniederlage dieser Partei im Februar 2013 wurde er von Keith Claudius Mitchell von der New National Party (NNP) abgelöst. Nach den Parlamentswahlen 2022 wurde dieser von Dickon Mitchell von der NDC abgelöst.
In den Jahren 2000 bis 2002 versuchte eine Wahrheitsfindungs- und Versöhnungskommission, die auch international Beachtung fand, die Geschehnisse der Jahre 1979 bis 1984 aufzuarbeiten.

## Naturkatastrophen im 21. Jahrhundert

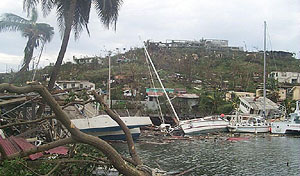
Verwüstungen durch den Hurricane Ivan

Anfang September 2004 wurde Grenada vom Hurrikan Ivan schwer in Mitleidenschaft gezogen. 95 % der Häuser der Hauptstadt St. George’s wurden zerstört oder beschädigt. Die für die Landwirtschaft wichtigen Plantagen der Insel wurden verwüstet. Der Verlust von mehr als 35 Menschenleben war zu beklagen. Die Trinkwasser- und Stromversorgung brach zusammen.
Im Juli 2005 wurde Grenada erneut von einem Hurrikan – Hurrikan Emily – heimgesucht. Der Sturm forderte auf Grenada mindestens ein Todesopfer. Erneut wurden einige Gebäude und die Infrastruktur beschädigt. Am schlimmsten wurde die exportorientierte Landwirtschaft getroffen, da Emily zahlreiche Muskatnussbäume zerstörte.